# La vita interiore di Martin Frost
(Wim Wenders)
La vita interiore di Martin Frost è un film del 2007 scritto e diretto da Paul Auster, interpretato da David Thewlis, Irène Jacob, Michael Imperioli e Sophie Auster, figlia di Paul. Il film si ispira al romanzo di Auster, Il libro delle illusioni.
È il secondo film scritto e diretto da Paul Auster, preceduto da Lulu on the Bridge e dalla collaborazione con Wayne Wang in Smoke e Blue in the Face.
Il film è stato presentato in Germania il 10 febbraio 2007 al European Film Market durante il 57º Festival di Berlino e a New York il 7 settembre dello stesso anno. 
Fu anche presentato fuori concorso al 55º Festival di San Sebastian del 2007, dove Paul Auster è anche stato presidente della giuria.
Il film non è mai uscito in Italia, dunque è inedito. Il film è stato però presentato al Dedica Festival di Pordenone del 2009, dedicato a Paul Auster, nella sezione Paul Auster Marathon Movie 2, in lingua originale sottotitolato in italiano.

## Produzione
Il film è il risultato di una rielaborazione della sceneggiatura di un cortometraggio erotico, che Paul Auster aveva scritto in precedenza, ma che poi, non essendo stato realizzato, venne inserita nella struttura narrativa de Il libro delle illusioni. Più tardi decise poi di riprendere e ampliare la sceneggiatura, per crearne poi nel 2007, il lungometraggio The inner life of Matin Frost.
La vita interiore di Martin Frost è una sceneggiatura menzionata nel romanzo di Auster, Il libro delle illusioni. È uno dei film perduti di Hector Mann, il protagonista del romanzo e racconta la semplice storia di un uomo che incontra una ragazza, con cui instaura un'intensa relazione, ma che alla fine assisterà alla fuga dell'amata.
In un'intervista, parlando del film, Paul Auster ha affermato: 
(Paul Auster)
Tra i ringraziamenti spicca il nome dell'attore e regista Griffin Dunne.

### Riprese
Il film è stato girato in Portogallo, a Lisbona e a Azenhas do Mar.

## Colonna sonora
Di seguito i brani contenuti nell'album The inner life of Martin Frost, eseguiti da Laurent Petitgand e Sophie Auster:
1. Martin Arrives, Laurent Petitgand (4:09)
2. Reading and Writing, Laurent Petitgand (1:38)
3. The Shape of Stories, Laurent Petitgand (2:26)
4. Trust, Laurent Petitgand (2:56)
5. Falling, Laurent Petitgand (4:05)
6. Last Pages, Laurent Petitgand (3:05)
7. Rebirth, Laurent Petitgand (1:55)
8. The Road, Laurent Petitgand (3:23)
9. Where Are You?, Laurent Petitgand (1:48)
10. Remembering Claire, Laurent Petitgand (2:39)
11. Dream, Laurent Petitgand (4:25)
12. Moonlight, Laurent Petitgand (3:45)
13. Nothing Left, Laurent Petitgand e Sophie Auster (1:25)
14. Target Practice, Laurent Petitgand (0:28)
15. Polly Wolly Doddle, Sophie Auster (0:25)
16. The Sailor Girl, Sophie Auster (1:00)
17. Finale, Laurent Petitgand (2:56)

## Distribuzione

### Data di uscita
- USA: 21 marzo 2007 (New York New Directors and New Films Festival)
- USA: 7 settembre 2007 (New York)
- Spagna: 22 settembre 2007 (Festival di San Sebastian)
- Portogallo: 11 ottobre 2007
- Francia: 14 novembre 2007
- Spagna: 5 dicembre 2007
- Finlandia: 6 agosto 2008 (DVD première)
- Svezia: 27 agosto 2008 (DVD première)
- Italia: 1º aprile 2009 (Dedica Festival)[2]

## Accoglienza

### Incassi
Il film, dal budget molto basso, ha incassato $5.114 negli Stati Uniti (7 settembre 2007).